# Restaurare

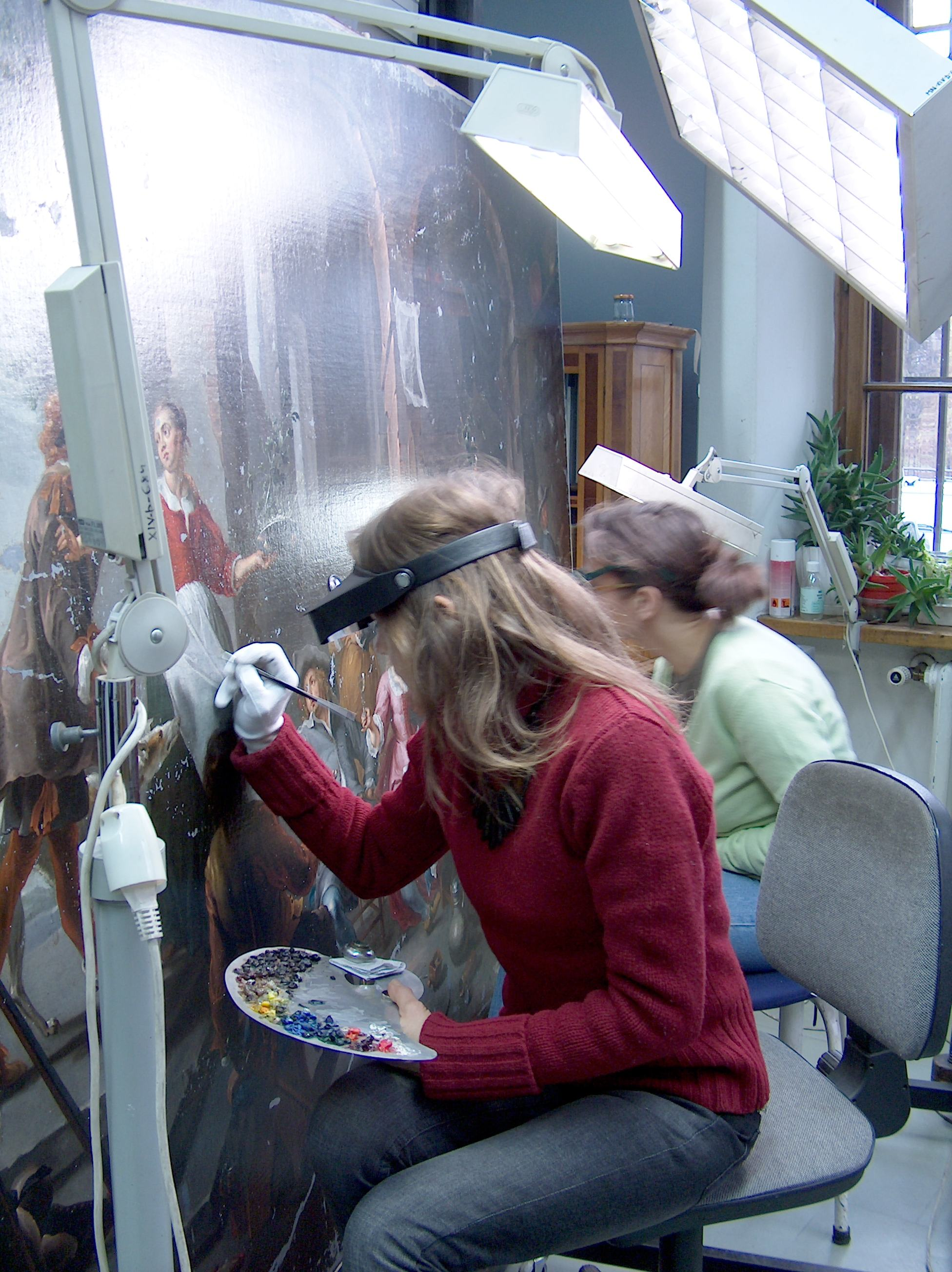
Restaurare de antichități în Muzeul Național din Varșovia, Polonia

Restaurarea este o intervenție asupra unui obiect de patrimoniu (mobil sau imobil) aflat într-un grad oarecare de degradare cu scopul de a o aduce într-o stare cât mai apropiată de cea originară, fără a aduce modificări în caracterul, configurația, caracteristicile și detaliile speciale care au condus la decizia de protejare a obiectului. Dat fiind gradul de specializare și complexitate al lucrărilor, termenul de restaurare este aplicat în special în cazul intervențiilor asupra obiectelor de patrimoniu și nu obiectelor ordinare
Deoarece restaurarea este o intervenție curativă, ea poate fi făcută doar de un specialist în domeniu, mai exact de un restaurator. La restaurarea pieselor trebuie respectate câteva reguli de bază, general valabile, indiferent de materialul din care este realizat obiectul:
1. se păstrează integral părțile originale, chiar dacă sunt deteriorate;
2. părțile nou adăugate pentru întregirea obiectului trebuie să fie din materiale compatibile cu cele originale;
3. materialele folosite la restaurare trebuie să fie reversibile, deci să permită revenirea la forma inițială sau o nouă restaurare (spre exemplu la restaurarea ceramicii se folosește aracet, care este solubil în apă, și nu alte cleiuri care fac corp comun cu fragmentele ceramice);
4. nu se fac întregiri atunci când din obiect lipsește mai mult de 50%;
5. restaurarea încearcă să aducă obiectul la o stare care să-i exprime funcționalitatea.

Procesul de restaurare, în special la restaurarea picturilor, trebuie să decurgă conform unui principiu clar: acela că părțile originare ale lucrării se impun a fi păstrate în totalitate. Materialele folosite în intervențiile de restaurare trebuie să fie similare celor originare sau, dacă acest lucru nu este posibil, să aibă proprietăți fizico-chimice cât mai apropiate de ale originalelor. În plus, orice intervenție – și, implicit, materialele folosite – trebuie sa fie reversibilă (să poată fi îndepartată ulterior fără a afecta starea obiectului) și cât mai putin lizibilă: completarea zonelor-lipsă să fie discretă, dificil de sesizat prin examinare directă.
Trebuie reținut faptul că se restaurează numai materia operei de artă, în așa fel încât mesajul autorului să nu fie alterat în niciun fel. În vederea protejării autenticității artistice, fiecare posibilă intervenție trebuie să fie tratată critic, fiind foarte importantă eliminarea oricărei operațiuni care nu este neapărat necesară.
Orice intervenție făcută asupra operelor de interes istoric, artistic și ambiental, pentru a o proteja și a o transmite în mod integral mai departe, fără a elimina urmele trecerii timpului, se numește intervenție de restaurare.
În restaurare acționează trei profesii diferite:
- istoricul de artă, care ar trebui să citească opera și să determine alegerile pe care să se bazeze lucrarea;
- restauratorul, care trebuie să facă posibil în cel mai bun mod realizarea restaurării;
- expertul științific, care poate să dea răspunsuri corecte la eventualele incertitudini.

Contribuția științei, care este considerată de toți indispensabilă, este de foarte multe ori inaccesibilă datorită lipsei de fonduri (sau costurilor prea ridicate). Din aceasta cauză, în unele proiecte de restaurare investigațiile științifice nu sunt în totalitate integrate în lucrare, ci constituie doar un accesoriu, care doar îmbogățește operația de restaurare, în loc să contribuie la determinarea proiectului.